# 632

632(육백삼십이)는 631보다 크고 633보다 작은 자연수다.

## 수학
- 합성수로, 그 약수는 1, 2, 4, 8, 79, 158, 316, 632이다. 진약수의 합은 568이므로, 632는 부족수다.
- 자릿수 제곱합이 제곱수인 56번째 자연수다. ({\displaystyle 6^{2}+3^{2}+2^{2}=7^{2}}) 이 성질을 지닌 앞의 수는 629, 다음 수는 636이다.
- {\displaystyle 632=2^{2}+12^{2}+22^{2}}
  - 공차가 10인 세 자연수의 제곱합으로 나타낼 수 있는 수다. 이 성질을 지닌 앞의 수는 563, 다음 수는 707이다.
- {\displaystyle 23^{6}-1}은 632로 나누어떨어진다.

## 과학·기술
- NGC 632(영어판): 물고기자리 방향에 있는 렌즈형은하.
- 632 피라(영어판): 소행성.
- IBM 632(영어판): IBM의 회계용 기기.
- 피아트 632(이탈리아어판): 피아트의 대형 트럭.

## 교통

### 철도
- 서울 지하철 6호선 버티고개역의 역번호.

### 도로
- 스페인 632번 국도(스페인어판)
- 현도 제632호선

## 군사
- U-632(영어판, 독일어판): 제2차 세계 대전에 사용된 나치 독일의 군용 잠수함.

## 문화유산
- 대한민국의 보물 제632호: 황남대총 남분 은제 팔뚝가리개

## 기타
- 연도: 632년, 기원전 632년